# Corsica (Dacota do Sul)
Corsica é uma cidade localizada no estado norte-americano de Dakota do Sul, no Condado de Douglas.

## Demografia
Segundo o censo norte-americano de 2000, a sua população era de 644 habitantes.
Em 2006, foi estimada uma população de 606, um decréscimo de 38 (-5.9%).

## Geografia
De acordo com o United States Census Bureau tem uma área de
1,7 km², dos quais 1,7 km² cobertos por terra e 0,0 km² cobertos por água.

## Localidades na vizinhança
O diagrama seguinte representa as localidades num raio de 20 km ao redor de Corsica.